# Dezertare

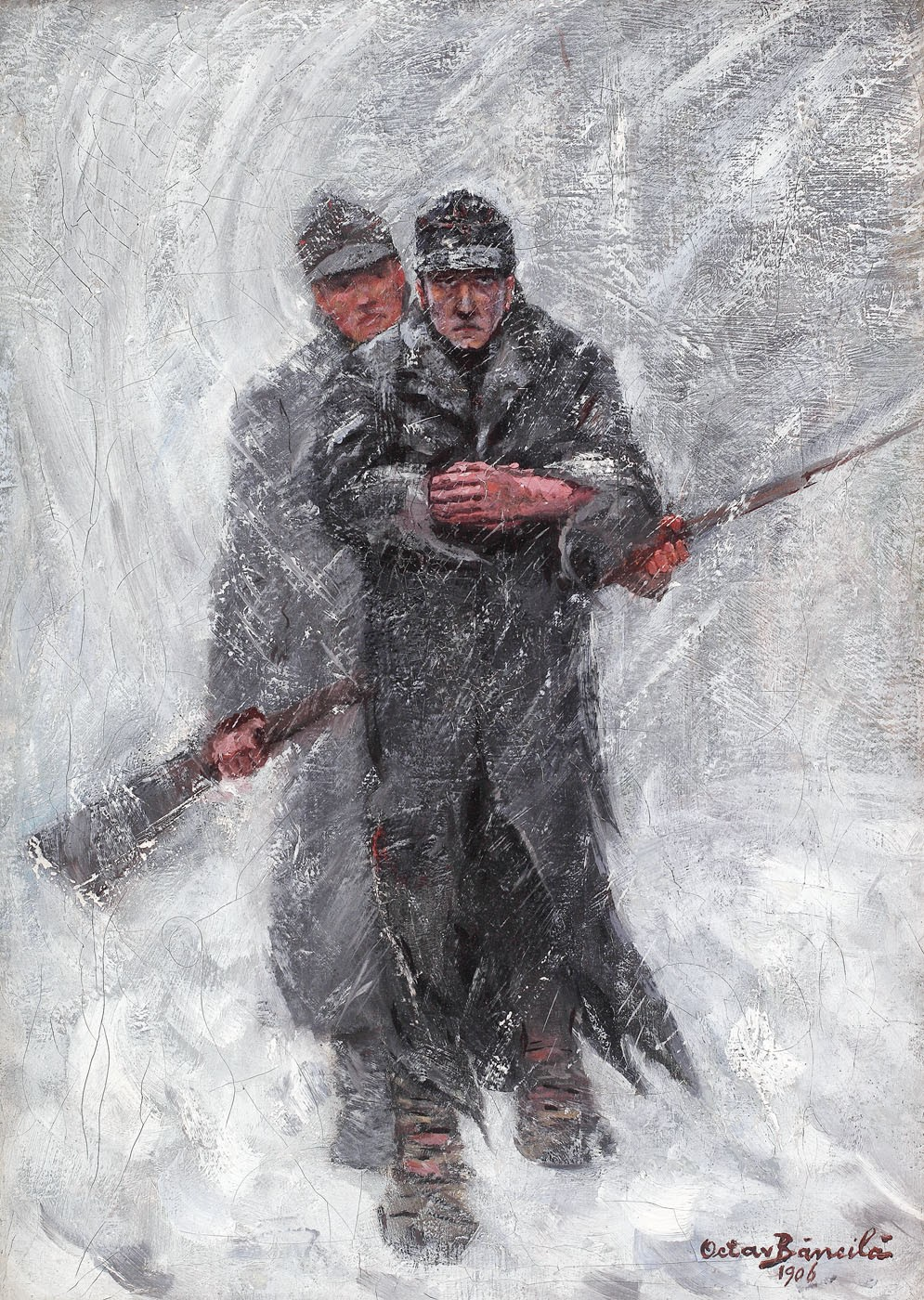
Dezertorul de Octav Băncilă, 1906

Dezertarea este definită ca părăsirea în mod nejustificat a unității militare din care face parte militarul, locul în care acesta prestează serviciul sau câmpul de luptă, uneori și trecând la inamic.
Un militar care a dezertat este declarat dezertor.

## În România
Codul penal al României, în articolul 414, pedepsește astfel dezertarea:
(1) Absența nejustificată de la unitate sau de la serviciu, care depășește 3 zile, a oricărui militar se pedepsește cu închisoare de la unu la 5 ani sau cu amendă.
(2) Dezertarea săvârșită în următoarele împrejurări:
a) de doi sau mai mulți militari împreună;
b) având asupra sa o armă militară;
c) în timpul misiunilor la care participă în afara teritoriului statului român, se pedepsește cu închisoarea de la 3 la 10 ani.
(3) În timp de război sau pe un teritoriu pe care a fost proclamată starea de asediu sau starea de urgență, dezertarea oricărui militar de la unitate sau serviciu care a depășit 24 de ore se pedepsește cu închisoarea de la 3 la 10 ani.

## În Republica Moldova
Codul penal al Republicii Moldova prevede în Articolul 371:
Dezertarea reprezintă părăsirea unității militare, centrului de instrucție sau locului de serviciu în scopul eschivării de la serviciul militar, de la concentrare sau mobilizare, precum și neprezentarea din același motiv la serviciu ori la concentrare sau mobilizare în cazurile permisiei din unitatea militară sau din centrul de instrucție, repartizării, transferării, întoarcerii din misiune, din concediu sau din instituția curativă, săvîrșită de către un militar sau rezervist.

## În alte țări

### Coreea de Nord
Coreea de Nord este una dintre țările în care dezertarea este pedepsită asupru. De asemenea, dacă dorești să pleci spre Sud, sau spre altă țară, s-ar putea să te întâmpini cu o groază de probleme. Țări precum China, Vietnam, Laos sau Myanmar refuză să primească refugiați/dezertori nord-coreeni. Pe de altă parte, Thailanda sau Mongolia ar putea fi două țări în care să fugi din Coreea de Nord.
O întâmplare, ne arată că un soldat nord-coreean a părăsit armata statului său, încercând să pătrundă în Coreea de Sud, cu mașina. 
Dacă dezertezi din armata nord-coreeană, și familia ta va avea mult de suferit. 
Dezertarea poate fi un motiv pentru a-ți schimba viața și a scăpa de controlul strict al regimului nord-coreean. De asemenea, poate fi o modalitate de a evita serviciul militar sau de a-și proteja familia.
În Coreea de Nord, dezertarea este considerată un act de trădare și este sancționată dur. Familia dezertorului poate fi, de asemenea, pedepsită, ceea ce înseamnă că dezertarea poate fi o decizie dificilă și periculoasă pentru persoana care o ia.